# Ernst van den Berg
Ernst Willem van den Berg (* 3. Dezember 1915 in Amsterdam; † 19. August 1989 ebenda) war ein niederländischer Hockeyspieler, der bei den Olympischen Spielen 1936 die Bronzemedaille erhielt.

## Karriere
Ernst van den Berg war Stürmer beim Amsterdamsche Hockey & Bandy Club, mit dem er 1937 niederländischer Meister wurde. Er bestritt 26 Länderspiele für die niederländische Nationalmannschaft, in denen er 28 Tore erzielte.
1936 in Berlin war Ernst van den Berg Mittelstürmer in der niederländischen Mannschaft. Die Niederländer gewannen ihre Vorrundengruppe, wobei sie unter anderem die Franzosen mit 3:1 bezwangen. Nach einer 0:3 Halbfinalniederlage gegen die deutsche Mannschaft trafen die Niederländer im Kampf um den dritten Platz erneut auf die Franzosen und siegten mit 4:3. Ernst van den Berg war mit sechs Treffern erfolgreichster Torschütze seiner Mannschaft. Im Spiel um Bronze erzielte er die ersten beiden Treffer für die Niederländer, die beiden anderen Treffer erzielte Hans Schnitger.